# Can't Tell Me Nothing
«Can't Tell Me Nothing» — пісня американського репера Каньє Веста, випущена 15 травня 2007 року як головний сингл з його третього студійного альбому Graduation. Пісня містить додатковий вокал від Young Jeezy та Конні Мітчелл і була спродюсована Каньє Вестом і DJ Toomp.
«Can't Tell Me Nothing» отримав загальне визнання музичних критиків, які в основному оцінили ліричний зміст. У тексті пісні Каньє Вест розмірковує про свою славу, висловлюючи різні почуття. Кілька видань, зокрема Consequence of Sound і Pitchfork, включили його до списку найкращих треків 2007 року. Пісня була номінована як найкраща реп-пісня на 50-й щорічній церемонії вручення премії «Греммі», зрештою поступившись «Good Life». 
Пісня досягла 41 місця в чарті Billboard Hot 100, а також 20 місця в US Hot R&B/Hip-Hop Songs, і отримав тричі платиновий сертифікат у Сполучених Штатах від Асоціації звукозаписної індустрії Америки (RIAA). Він також отримав золотий сертифікат в Австралії та Сполученому Королівстві Австралійською асоціацією звукозапису (ARIA) та Британською фонографічною індустрією (BPI), відповідно.

## Музичне відео
На пісню було знято два окремі музичні кліпи. Режисером першого музичного відео став Хайп Вільямс, з яким Каньє Вест раніше співпрацював над відео. Відео було зняте на сухому дні озера Ель-Міраж, яке розташоване в північно-західній долині Віктор у пустелі Мохаве. 25 травня 2007 року відбулася прем'єра відеокліпу на веб-сайті Каньє Веста. Його також було випущено для завантаження через iTunes Store.
Альтернативне музичне відео було знято американським актором Майклом Бліденом, який зняв його в Нью-Йорку після того, як отримав електронний лист від коміка Зака Галіфіанакіса, у якому йому було наказано летіти туди на зйомки. Виробництвом займалися Бліден і режисер Інмен Янг. 25 липня 2007 Вест поділився альтернативним музичним відео на своєму веб-сайті.

## Список композицій
12" вініл'
Сторона A
1. «Can't Tell Me Nothing» (Album Version)
2. «Can't Tell Me Nothing» (Instrumental)
3. «Can't Tell Me Nothing» (Remix) (feat. Young Jeezy)

Сторона B
1. «Barry Bonds» (Main)
2. «Barry Bonds» (Instrumental)
3. «Barry Bonds» (Accapella)

## Чарти
| Чарт (2007)                             | Найвища позиція |
| --------------------------------------- | --------------- |
| UK Singles (OCC)                        | 107             |
| США (Billboard Hot 100)                 | 41              |
| США (Hot R&B/Hip-Hop Songs) (Billboard) | 20              |
| США (Rap Songs) (Billboard)             | 8               |
| США (Rhythmic) (Billboard)              | 36              |

## Сертифікації
| Регіон | Сертифікація  | Продажі   |
| --- | ------------- | --------- |
| Австралія (ARIA)                                                                                                 | Золотий       | 35 000^   |
| Данія (IFPI Denmark)                                                                                             | Золотий       | 45 000    |
| Німеччина (BVMI)                                                                                                 | Золотий       | 150 000   |
| Велика Британія (BPI)                                                                                            | Золотий       | 400 000   |
| США (RIAA) | 4× Платиновий | 4 000 000 |
| ^відвантаження, що базуються лише на сертифікаціях · продажі+прослуховування, що базуються лише на сертифікаціях |               |           |